# اوراپتن
اوراپتن (به انگلیسی: Auraptene) یک ترکیب شیمیایی با شناسه پاب‌کم ۱۵۵۰۶۰۷ است. که جرم مولی آن ۲۹۸٫۳۷۶ گرم بر مول می‌باشد.